# ネズミザメ科
ネズミザメ科（Lamnidae）は、ネズミザメ目の下位分類群の一つ。3属5種を含む。
ネズミザメ科のサメはいずれも大型の捕食者で、遊泳力が強い。最大種ホホジロザメ Carcharodon carchariasは、全長6メートル、体重2トン にも達するが、海面からジャンプすることが可能である。アオザメ Isurus oxyrinchus は、時速50キロメートル 以上の高速遊泳が可能で、サメの中で最も速く泳ぐことができる。
紡錘型の体に、三日月型の尾鰭をもつ。尾柄部には1~2本の隆起線が見られる。第一背鰭は大きく、三角形。第二背鰭と臀鰭は小さい。鰓裂は大きい。マグロ類と同様、奇網により体温を海水温よりも高く保持することができる為寒冷地を含め広く分布する。

## 分類
- ホホジロザメ属 Carcharodon
  - ホホジロザメ Great white shark C. carcharias
  - メガロドン Megalodon C. megalodon （絶滅種、近年ネズミザメ科ではないという学説が主流）
- ネズミザメ属 Lamna
  - ネズミザメ Salmon shark L. ditropis
  - ニシネズミザメ Porbeagle shark L. nasus
- アオザメ属 Isurus
  - アオザメ Shortfin mako I. oxyrinchus
  - バケアオザメ Longfin mako I. paucus